# Музей этнографии и художественного промысла
Музей этнографии и художественного промысла Института народоведения НАН Украины (укр. Музей етнографії та художнього промислу НАН України) — государственный музей во Львове Львовской области Украины. Единственный музей этнографии на Украине. Адрес: 79000, Львов, проспект Свободы, 15.

## Здание музея
Музей этнографии занимает здание Галицкой кредитной кассы. Это вторая по значимости (после главного корпуса Львовской политехники) работа Юлиана Захаревича (1837—1898). Здание выделяется романтической трактовкой неоренессансных мотивов. Архитектор и строители активно использовали текстурные особенности и цвет материалов: полихромный надрейнский кирпич, тёсаный тернопольский камень, майоликовые рельефы и металлические кованные решётки. Ярко и выразительно был решён вестибюль, выложенный полихромной плиткой, украшенный панелями из цветного камня и витражами фирмы «Тиролер Глассмалерай» из Инсбрука. Интерьеры и фасад здания были декорированы многочисленными работами из скульптурной мастерской Л.Маркони. Завершает здание купол со шпилем; возле основы купола размещена аллегорическая скульптурная группа, которая символизирует экономическое процветание Галиции (скульптор Ю. Марковский).

## Создание музея
Музей был создан в 1951 году под названием Государственный музей этнографии и художественного промысла АН УССР. Для новосозданного музея были объединены собрания Музея этнографии Львовского филиала АН УССР (бывший Музей Научного общества имени Шевченко) и Львовского государственного музея художественных промыслов (бывший Городской музей художественного промысла), которые ещё в 1940 году были пополнены коллекциями национализированных общественных и частных музеев (Национальный музей, музей имени Любомирских, музей имени Дедушицких, музей женской гимназии сестер-василианок, этнографическое собрание О.Прусевича).

## Деятельность
Экспозиция делится на два отдела: этнографический (свыше 44 000 экспонатов) и художественного промысла (свыше 28 000 экспонатов). Музей владеет богатой коллекцией керамики, фарфора и фаянса, изделий из художественного стекла. Отдельного упоминания заслуживает музейная коллекция часов XVI—XX вв. и насчитывает около 350 образцов.
Музей издавал «Материалы по этнографии и искусствоведению» (1955—1963), альбомы (народная одежда, резьба и т. п.) и отдельные работы (К.Матейко «Народная керамика западных областей УССР XІ-XX ст.», В.Рожанковский «Украинское художественное стекло», Л.Сухая «Художественные металлические изделия украинцев восточных Карпат», А.Будзан «Резьба по дереву в западных областях Украины», Я.Запаска «Орнаментальное оформление украинской рукописной книги», И.Сенив «Творчество Е. Л. Кульчицкой» и т. п.), устраивает периодические выставки, с 1955 г. имеет постоянную экспозицию «Быт украинского народа» от XVI столетия.
В издательстве «Искусство» 1976 года вышел альбом с 400 цветных и черно-белых иллюстраций, которые представляют шедевры украинского декоративно-прикладного искусства, собранные в Музее.
Директор музея — Чмелик Роман Петрович.